# Palacio de Schackenborg

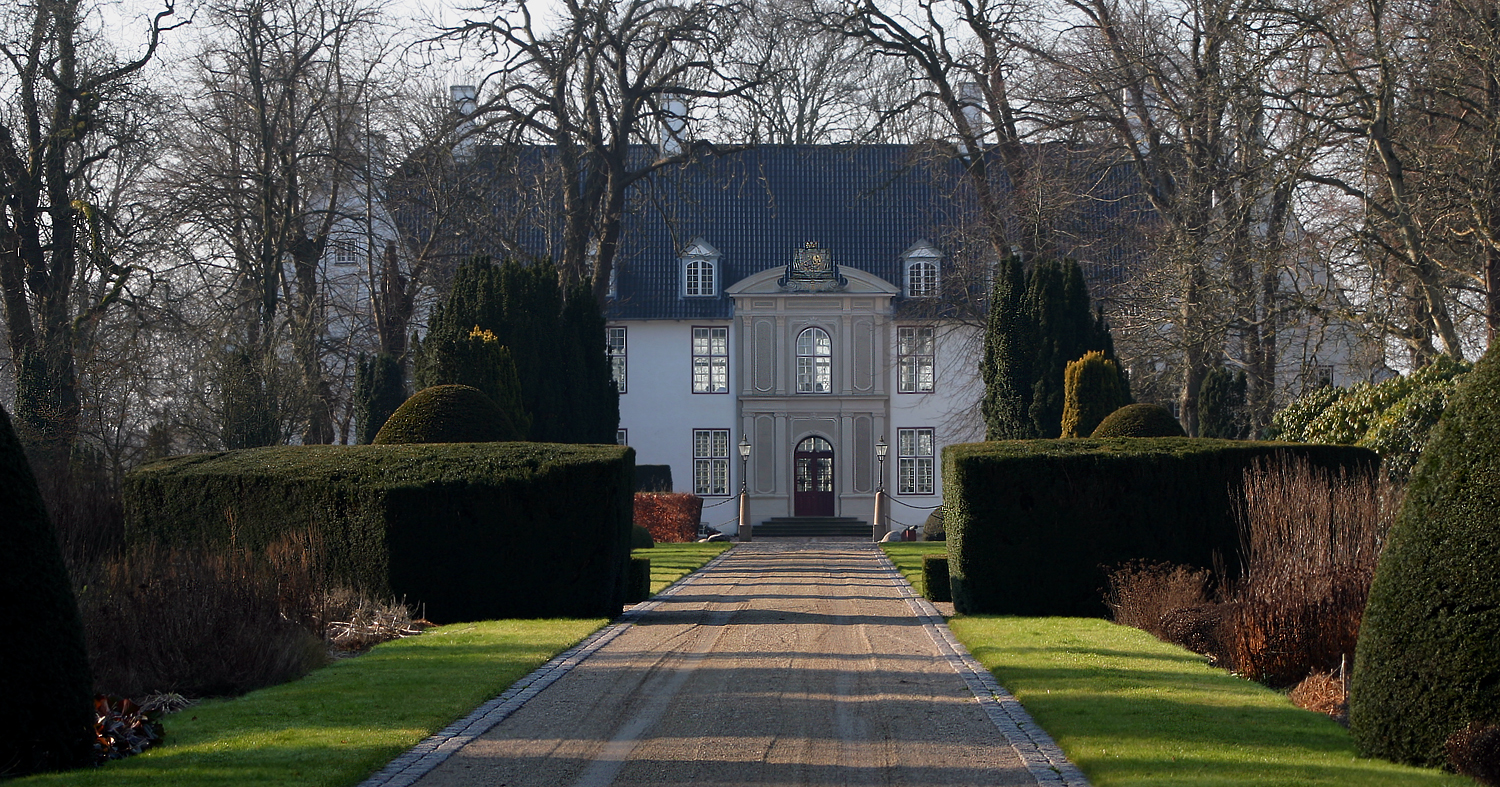
Palacio de Schackenborg (2006)

El palacio Schackenborg (en danés Schackenborg Slot) es un palacio danés situado en el sur de la península de Jutlandia en la localidad de Møgeltønder. Es de estilo barroco y sustituyó a otro anterior de la Edad Media; se pueden visitar sus jardines, orgánicos y de época rococó. Está a una distancia de 300 km de Copenhague.
En este palacio residieron los príncipes Joaquín y Marie de Dinamarca con sus hijos, hasta que fue integrado en una fundación, formando parte del patrimonio del Estado.